# Ebrahim Sejfpur
Mohammad Ebrahim Sejfpur Sa’idabadi (pers. محمد ابراهیم سیف پور سعد آبادی; ur. 3 lipca 1938 w Teheranie) – irański zapaśnik walczący w stylu wolnym. Dwukrotny olimpijczyk. Brązowy medalista z Rzymu 1960; szósty w Tokio 1964. Walczył w kategorii 52 – 63 kg.
Trzykrotny medalista mistrzostw świata w latach 1961 – 1965. Wicemistrz igrzysk azjatyckich w 1966 roku.